# J·弗雷德·塔爾博特號驅逐艦 (DD-156)
J·弗雷德·塔爾博特號驅逐艦（舷號DD-156）是一艘美國海軍建造的驅逐艦，為維克斯級驅逐艦的82號艦。她是美軍第一艘以J·弗雷德·塔爾博特為名的軍艦，以紀念馬里蘭州眾議員約瑟·弗雷德·塔爾博特（Joshua Frederick Cockey Talbott）。
塔爾博特號在1918年於克雷普父子造船廠開始建造，在1919年下水服役，其時第一次世界大戰已經結束。稍後塔爾博特號被派往地中海執勤，於1923年退役封存。1930年塔爾博特號重新服役，在大西洋及太平洋之間用作訓練。第二次世界大戰爆發後，塔爾博特號派往大西洋海域作中立巡航，護航商船。戰事後期塔爾博特號改為靶艦，訓練海軍飛行員。1946年塔爾博特號退役除籍，並出售拆解。